# Josep Roca i Pujol
Josep Roca i Pujol   (Térmens, 1841 - 1920) va ésser un hisendat que fou designat delegat a les Assemblees de Manresa (1892), Reus (1893) i Balaguer (1894).